# الهجوم على العال رحلة 253
الهجوم على العال رحلة 253 كانت طائرة من طراز بوينغ 707 في طريقها من تل أبيب بإسرائيل إلى مدينة نيويورك بالولايات المتحدة عندما هاجمها فدائيان فلسطينيان وهما على وشك الخروج من إجازة في أثينا باليونان في 26 ديسمبر 1968 وأطلق النار على أحد الركاب وهو الإسرائيلي ليون شيردان (50 عاما) من حيفا وهو مهندس بحري بالرصاص. نجت زوجته وابنته البالغة من العمر 15 عاما. أصيبت امرأتان مجهولتان إحداهما برصاصة والأخرى عندما قفزت من الطائرة عندما فتح الباب. كان الفدائيان هما ناهب سليمان البالغ من العمر 19 عاما المولود في طرابلس بليبيا من والدين فلسطينيين ومحمود محمد عيسى محمد البالغ من العمر 25 عاما المولود في عام 1943 في فلسطين. كانوا أعضاء في الجبهة الشعبية لتحرير فلسطين التي تتخذ من لبنان مقرا لها. خرج العربيان من صالة عبور مطار أثينا حيث كانت الطائرة الإسرائيلية التي كانت على بعد 200 ياردة تستعد للإقلاع. كانت الطائرة قد أقلعت في وقت سابق من تل أبيب. أطلق محمود محمد عيسى محمد النار على الطائرة لأكثر من دقيقة بواسطة مدفع رشاش مما أسفر عن مقتل واحد. بينما ألقى الآخر قنبلتين يدويتين مما أثار الذعر على متن الطائرة التي تقل عشرة من أفراد الطاقم و41 راكبا. احتجزت السلطات اليونانية الرجلين. محمود محمد عيسى محمد حكم عليه بالسجن لمدة 17 عاما و5 أشهر خلف القضبان. أطلق سراحه بعد أقل من 4 أشهر من قيام مجموعة فدائية فلسطينية أخرى باختطاف طائرة يونانية وطالبت باطلاق سراحه. في وقت لاحق نجح في إخفاء هويته وهاجر إلى كندا. بمجرد علم السلطات الكندية به توجت عملية تسليم مطولة بتسليمه إلى لبنان في عام 2013.
في وقت الحدث تضررت الطائرة. اعتقلت الشرطة الرجلين وقالت إن الرجلين اعترفا بأنهما أعضاء في منظمة فلسطينية وكانوا يعتزمون تدمير الطائرة وقتل جميع الركاب الإسرائيليين على متنها. كان الرجلان قد وصلا في رحلة سابقة للخطوط الجوية الأوليمبية من القاهرة. سبعة وثلاثين راكب من أصل واحد وأربعين استقلوا الرحلة في تل أبيب وأربعة منهم استقلوا في أثينا.
جاء هذا الحادث بعد خمسة أشهر من قيام مجموعة من الكوماندوز العرب الفلسطينيين باختطاف طائرة أخرى تابعة لشركة العال بعد إقلاعها بقليل من روما إلى تل أبيب يوم 23 يوليو وأجبرتها على الطيران إلى الجزائر. أطلقت الجزائر في نهاية المطاف سراح جميع الركاب وطاقم الطائرة والطائرة.